# 郭實獵

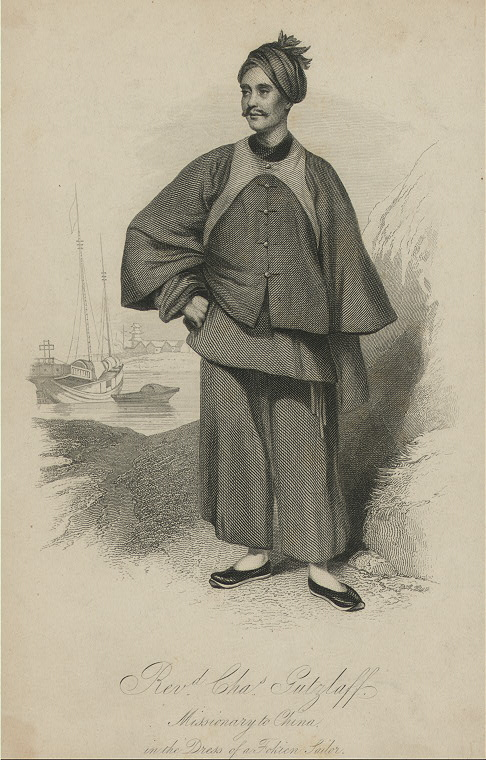
郭實獵

郭實獵，德文名卡尔·弗里德里希·奥古斯特·居茨拉夫（德語：Karl Friedrich August Gützlaff，1803年7月8日—1851年8月9日），另有譯郭士立、郭士利、㗥呭唎、郭寔烈、吳士利、郭實臘、郭實烈、郭施拉、居茨拉夫等，普魯士新教傳教士、醫生、探險家和翻譯家。1826年被派到南洋爪哇傳教。精通漢語和閩語、粵語，潮州語和客家語。其以音譯「郭」為姓氏，在南洋加入福建同安郭氏宗親會，還為自己取筆名叫「愛漢者」。1827年開始在中國沿海城市布道，入鄉隨俗而蓄假辮、穿華服，用醫術與華人交往，為羅存德的同工。在廣州創辦過近代第一份漢字期刊。因其廣州話日益精進，而取代英國首位來華傳教士馬禮遜，成為英國駐華商務監督的翻譯，參與推動了上海與香港開埠等的變遷。在笫一次鴉片戰爭期間，成為英遠東軍的翻譯、參謀兼嚮導。《南京條約》談判中擔任英方翻譯，並起草了條約的漢字稿，以有關的角色而受後世非議。
有謠傳稱其曾任香港英治時期的高級官員撫華道，但其實撫華道成立於十九世紀中葉（大概1856年左右），職位設立之日郭實獵早已過世多時，所以郭實獵其實從未擔任此職。

## 略歷
1803年7月8日出生于普鲁士東部、波美拉尼亞斯德丁（今波兰什切青）一名裁缝家庭。四岁丧母，少年时曾从铜匠为学徒。15岁学习阿拉伯语和土耳其语。18岁入柏林神学院学习，1823年到鹿特丹入荷兰教会学习。1826年7月按立為牧師，9月启程前往荷属东印度巴达维亚，从麦都思学汉语和马来语。1828年到新加坡。1829年脱离荷兰教会，在马六甲主持伦敦会。同年，和英国女士玛丽·纽厄尔（Mary Newell）结婚。1830年携妻同往暹罗。
1831年，郭實獵初搭帆船前往中国，6月中登陆，9月抵达天津，由此北上辽东湾，复南下，于12月抵达澳门。他在澳门悬壶济世，入乡随俗，身穿唐装，取汉名为郭實獵，他一面行医、一面传教。
1832年2月，他陪同英国东印度公司商业间谍胡夏米乘坐“阿美士德号”商船北上，經廈門、福州、舟山、寧波、威海衛等地，远达朝鲜、日本。9月返回澳门。同年10月，他乘鸦片商查顿商船“气精号”（Sylph），再次北上，到达东北牛庄（今营口）。根据这三次旅行，他写作《1831-1833年在中国沿海三次航行记》一书。
郭實獵第三次航行实际上是为了帮助查顿贩售鸦片。查顿向中国人销售鸦片，需要一个翻译，而郭是最佳的人选，但查顿也知道说服一个基督教的传教士帮助他销售鸦片是很难的；所以他给郭写了一封热情洋溢的邀请信，应许他很高的回报，为他正要编辑的刊物提供六个月的经费。郭實獵经过激烈的内心斗争之后，终于答应了查顿的邀请。他自己在三次航海记中说：「经过与许多人商量及头脑中的斗争之后，我登上了气精号商船。」但郭作为传教士，是清楚知道自己的做法是错误的。他后来在其主编的《东西洋考每月统记传》中就写过谴责鸦片毒害的文章，如在1835年写道：「鸦片流弊日甚，民穷才匮。无度生之法，会匪串同作弊矣。无恶不作，无弊不行，莫非严哉。既日增月益贻害，莫若作速结戒鸦片焉，尽绝恶弊矣。」此外在1837年二月号上再次刊登。郭實獵写的谴责鸦片贸易的文章，是对自己之前帮助查顿售卖鸦片行为的一种否定。
1833年夏天郭到澳门居住，学习粵語及客家話，到8月在廣州創辦中國境內出版的第一份中文近代報刊——《東西洋每月統記傳》。
1834年，他陪同英國東印度公司植茶問題研究委員會秘書戈登（G. J. Gordon），深入福建武夷山產茶區，訪求栽茶和製茶的專家，並購買茶籽和茶苗。结果聘请雅州的茶师为指导，传习制茶方法，带回许多茶籽栽植于印度大吉岭。同年夏天，郭與英國妻子在澳門設立一所女子學校，中國第一留學生容閎曾入讀該女校附設男生班。
1840年鸦片战争中，他担任英军司令官的翻译和向导，以及英军占领下的定海知县、宁波知府。其後，他參與及起草《南京條約》。他在治理宁波期间，因通中文且能断案而给当地人留下了深刻的印象。当时有人作诗描绘了郭實獵审案的情形：“临高台，郭爷（郭實獵）来，尔有事，僪缕开，枉事为尔超白，难事为尔安排。口通华语，眼识华字，郭爷真奇才。大事一牛，小事一鸡，为尔判断笔如飞。南山可动此案不可移。”
1843年在香港開埠之後，担任首任香港總督璞鼎查的中文秘書，建议德国、瑞士等国教会，大力在广东客家地区发展福音禾场。1844年他在香港成立传教组织“福汉会”，太平天國天王洪秀全的战友「南王」冯云山曾为该会教徒。同时还创立中国传教会，在伦敦招募来华传教士。中国传教会把戴德生送到中国，后来戴德生成功地建立了中国内地会。

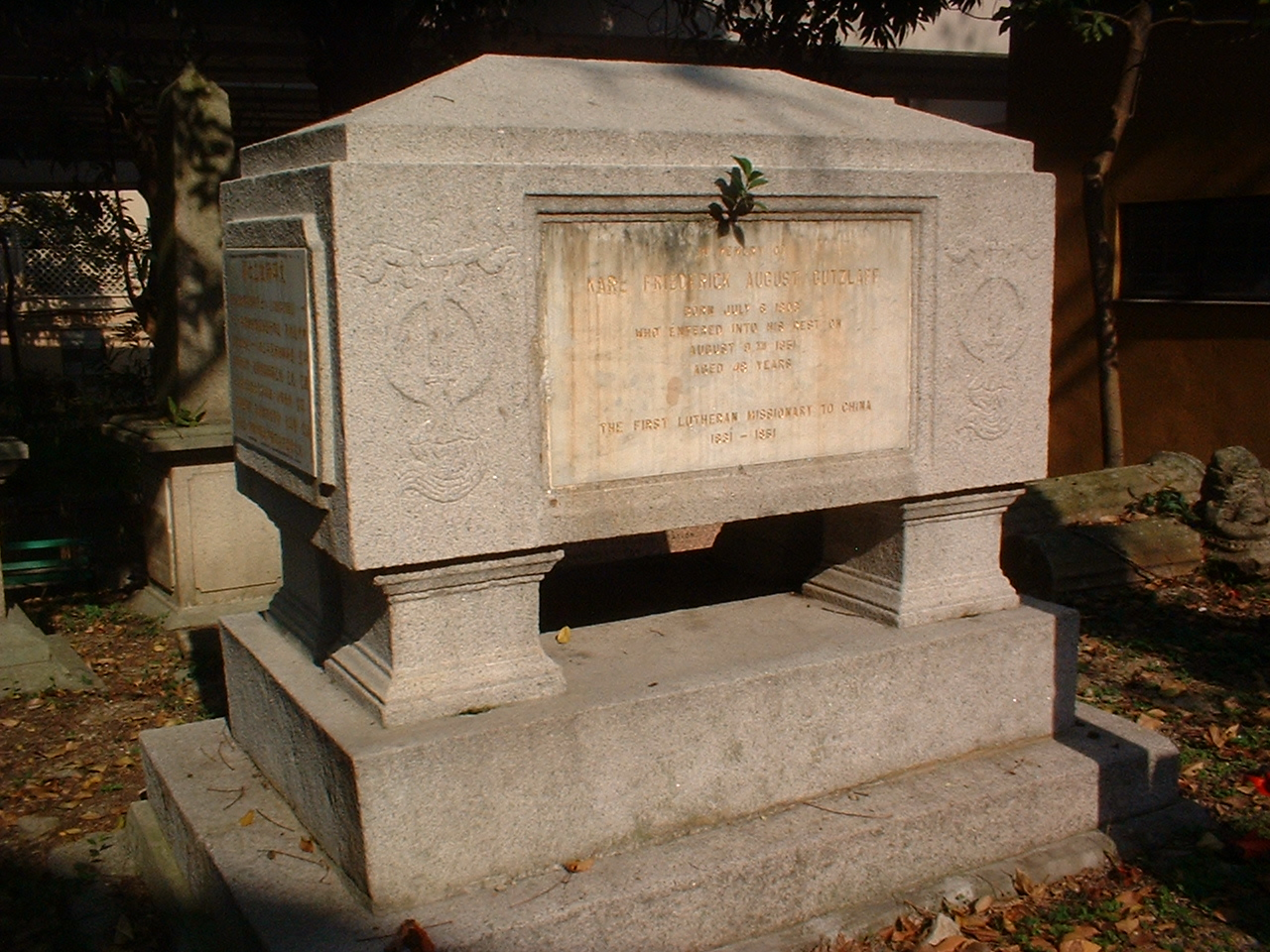
郭實獵之墓（香港墳場）

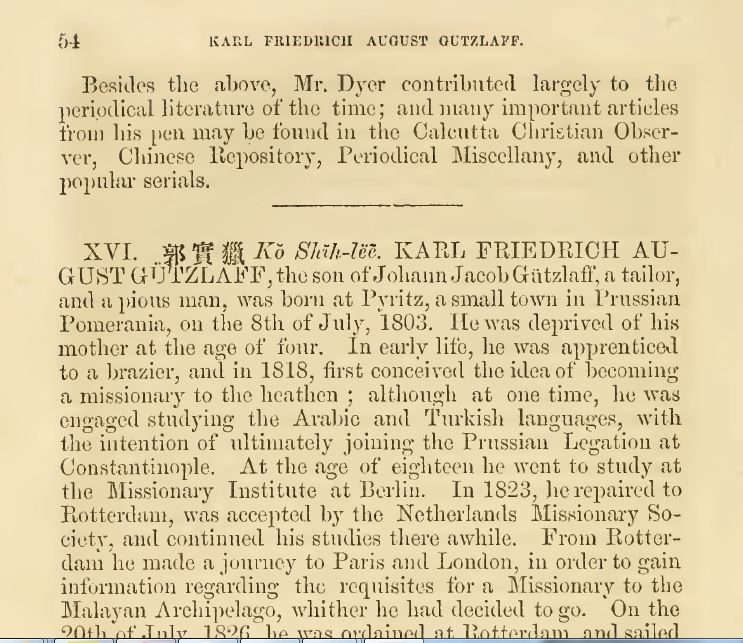
伟烈亚力郭實獵传

1851年8月9日，郭實獵在香港去世。

## 身后
位於香港中環的吉士笠街以其命名 。此外，位於九龍塘的禮賢會彭學高紀念中學，其中一個社別亦以其冠名為「郭士立社」。
中国上海外滩的外滩信号台（Gutzlaff Signal Tower）也是以郭實獵命名的。

## 貢獻
郭實獵曾参与圣经马礼逊译本的修订工作，与他同工的人有麦都思、裨治文、马儒翰。在此修订工作中，麦都思、郭實獵做主要的工作，裨治文和马儒翰的角色次要。麦都思主要负责新约，而郭實獵负责旧约。后来，郭實獵反复修订了麦都思的新约译本，前后至少有十六次。太平天国的版本就是以郭實獵翻译的旧约与他修订的新约为蓝本的。
而其有份創辦的《东西洋考每月统记传》，是近代中国最早出版的中文期刊，对传播近代科技文化有开创之功。其所传播的世界地理知识，成为《海国图志》和《瀛寰志略》的重要參考，也影响了《海国四说》、《兰仑偶说》等。

## 著述

### 中文
- 《大英国统志》 1834
- 《上帝真教传》1834
- 《耶稣神迹之传》 1836
- 《福音之谏规》1836
- 《东西洋考每月统记传》1833-1837，新加坡，广州。
- 《摩西言行全传》1836 新加坡
- 《保罗言行录》1837 新加坡
- 《约翰言行录》1837 新加坡
- 《彼得罗言行全传》1838 新加坡
- 《圣书列祖全传》 1838 新加坡
- 《世人救主》1838 新加坡
- 《生命无限无疆》 1838 新加坡
- 《古今万国纲鉴》1838 新加坡
- 《万国地理全集》1838 新加坡
- 《犹太国史》1839 新加坡
- 《贸易通志》1840 新加坡
- 《耶稣比喻注说》1841 新加坡
- 《救世耶稣受死全传》1843
- 《旧遗诏圣书》1855
- 《救世主言行全传》 1855

### 日文
- 《约翰福音之传》
- 《约翰上中下书》

### 暹罗文
《路加与约翰福音》

### 英文
- . J.P. Haven. 1833  [2018-10-10]. （原始内容存档于2021-07-21）.
- Journal of Three Voyages along the Coast of China in 1831, 1832 and 1833, with notices of Siam, Corea, and the Loo-Choo Islands, London: F. Westley and A.H. Davis, 1834
- A Sketch of Chinese History, Ancient and Modern (London, 1834, German version in 1847)
- . London, Smith, Elder & Co. 1838.
- . London, Smith, Elder & Co. 1852  [2012-07-17]. （原始内容存档于2014-01-10）.